# Jarrod Poort
Jarrod Poort (Hurstville, 31 de octubre de 1994) es un deportista australiano que compitió en natación, en la modalidad de aguas abiertas. Ganó una medalla de plata en el Campeonato Pan-Pacífico de Natación de 2014, en la prueba de 10 km.

## Palmarés internacional
| Campeonato Pan-Pacífico | Campeonato Pan-Pacífico | Campeonato Pan-Pacífico | Campeonato Pan-Pacífico |
| Año                     | Lugar                   | Medalla                 | Prueba                  |
| ----------------------- | ----------------------- | ----------------------- | ----------------------- |
| 2014                    | Gold Coast (Australia)  | Medalla de plata        | 10 km                   |